# Porodisculus
Porodisculus es un género de hongos ditípico (uno de dos miembros) de la familia Fistulinaceae. Fue circunscripto por el micólogo norteamericano William Alphonso Murrill en 1907.